# Osiedle Kolejowe (Czechów)
Osiedle Kolejowe – część wsi Czechów w Polsce, położona w województwie świętokrzyskim, w powiecie pińczowskim, w gminie Kije.
W latach 1975–1998 Osiedle Kolejowe administracyjnie należało do województwa kieleckiego.